# Internationale Gartenbauausstellung 1963

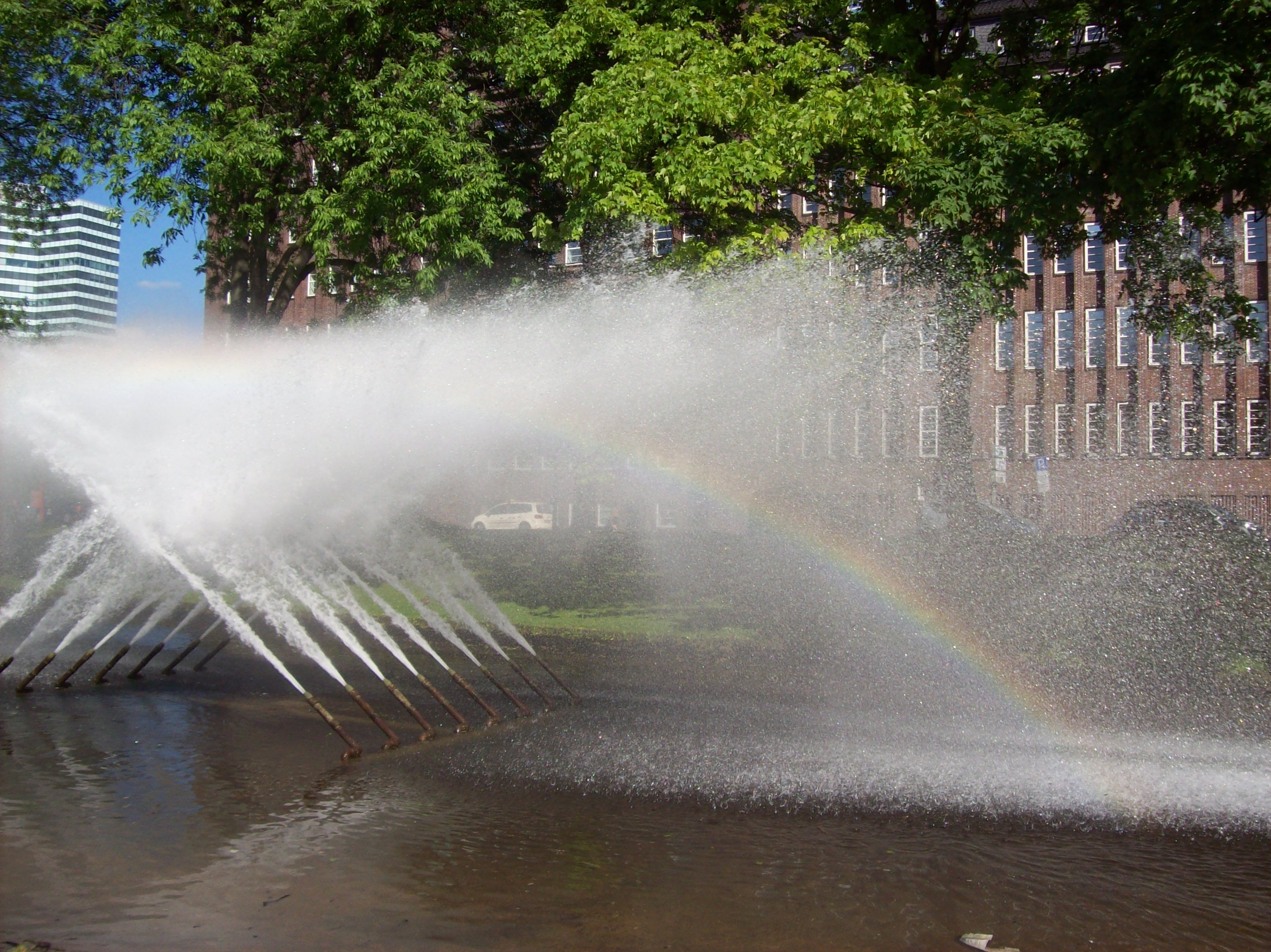
Brunnenanlage der IGA 1963

Die Internationale Gartenbauausstellung 1963 (IGA) war zugleich eine Bundesgartenschau. Sie fand vom 26. April bis zum 13. Oktober 1963 in Hamburg statt.

## Vorgeschichte
Die Internationale Gartenbauausstellung 1963 fand in Nachfolge der Internationalen Gartenbauausstellung Hamburg 1953 statt. Über das 1953 genutzte Gelände von Planten un Blomen hinaus sollten diesmal auch ein Abschnitt der Hamburger Wallanlagen und das Heiligengeistfeld einbezogen werden – eine Fläche von 76 ha. Problematisch war dabei, dass dieser innerstädtische Bereich von mehreren Straßen durchquert wurde. Dieses Verkehrsproblem zu lösen erwies sich als sehr teuer. Die Ausschreibung für die Planung fand 1958 statt.
Weitere Probleme ergaben sich durch die Sturmflutkatastrophe von 1962. Die dadurch verursachten Schäden zu beseitigen, hatte zunächst absoluten Vorrang. Und auch der Winter von 1962/63 wurde sehr kalt, was einem Teil der Pflanzen Probleme bereitete.

## Die Gartenbauausstellung
Preisträger der Ausschreibung von 1958 wurden Günther Schulze und Heinrich Raderschall. Karl Plomin wurde wegen seiner Erfahrung mit der IGA 1953 ebenfalls ins Team geholt. Der Übergang zwischen Planten un Blomen und der Wallanlage wurde mit einer Holzplattform hergestellt, die nach der Ausstellung wieder beseitigt wurde. Die drei die Wallanlage querenden Straßen erhielten jeweils eine 22 m breite Fußgängerunterführung. Dafür musste der Sievekingplatz im unteren Bereich abgesenkt und insgesamt neu gestaltet werden.
In dem schon von den Vorgängerveranstaltungen gärtnerisch durchgestalteten Bereich von Planten un Blomen und des botanischen Gartens lag der Schwerpunkt auf den Pflanzen, im Bereich der Wallanlagen hingegen auf der Landschaftsgestaltung. Hier entstanden 36 Themengärten nach Entwürfen ausländischer und deutscher Architekten. Ein Musikpavillon wurde ergänzt und das Restaurant Rosenhof.
Der Botanische Garten erhielt neue Schaugewächshäuser, die Bernhard Hermkes entwarf und die unterschiedliche Klimazonen zeigten. Am Hang vor den Gewächshäusern entstanden die Mittelmeerterrassen.
Eine Gondelbahn führte vom Dammtor über elf Stützen und 1,415 Kilometer bis zum Millerntor. Sie erschloss das langgestreckte Ausstellungsgelände, wurde aber nach Ausstellungsende wieder abgebaut.
Die Kosten für die Gartenbauausstellung beliefen sich auf 55 Mio. DM, wovon alleine 18 Mio. DM auf die Verkehrsbauwerke entfielen. Die Ausstellung hatte 5,4 Mio. Besucher.

## Wertung
Die IGA 1963 wurde zeitgenössisch – vor allem wegen der hohen Kosten – kritisiert. Auch die Besucherzahl, die unter der der Bundesgartenschau 1961 in Stuttgart zwei Jahre zuvor lag, aber mit 5,4 Mio. doch recht hoch war, wurde bemängelt. Und die Hamburger nahmen nach der Bundesgartenschau das nun wieder weitgehend freigeräumte Gelände der Wallanlagen nur sehr zögerlich an. In der langfristigen Perspektive war die Investition in die IGA 1963 jedoch gelungen: Das Gelände ist heute eine der stärksten genutzten Grünanlagen Hamburgs.